# Medal Złotego Jubileuszu Królowej Elżbiety II
Queen Elizabeth II Golden Jubilee Medal (pol.: Medal Złotego Jubileuszu Królowej Elżbiety II) – pamiątkowy medal, ustanowiony w Wielkiej Brytanii oraz w Kanadzie z okazji 50-lecia panowania Elżbiety II. Medal kanadyjski został nadany osobom zasłużonym w działalności publicznej, natomiast medal brytyjski był przeznaczony przede wszystkim dla wojskowych z co najmniej 5-letnim stażem służby. W Wielkiej Brytanii nadano 400 000, natomiast w Kanadzie – 46 000 medali. Medale brytyjski oraz kanadyjski różnią się wzorem, są natomiast noszone na takiej samej wstążce. W odróżnieniu od wcześniejszych medali koronacyjnych i jubileuszowych, medal nie był nadawany w Australii ani w Nowej Zelandii.